# Hassan (Rabat)
Hassan (àrab: حسان, Ḥassān; amazic estàndard marroquí: ⵃⴰⵙⵙⴰⵏ, Ḥassan) és un arrondissement del municipi de Rabat, a la prefectura de Rabat, a la regió de Rabat-Salé-Kenitra, al Marroc. Segons el cens de 2014 tenia una població total de 108.179 persones. Entre els censos de 1994 i 2004 ha passat de 146.488 a 128.425 habitants.